# مولیلا
مولیلا (به سوئدی: Målilla) یک منطقهٔ مسکونی در سوئد است که در بخش هولتسفرد واقع شده‌است. مولیلا ۳٫۲۶ کیلومتر مربع مساحت و ۱٬۵۲۴ نفر جمعیت دارد.